# Sipos Pál (lelkész)
Vállaji Sipos Pál (Kecskemét, 1823. március 10. – Fót, 1892. május 9.) református lelkész, püspökhelyettes és esperes.

## Élete
Vállaji Sipos Gábor és Baky Lidia fia. 1830-tól 1844-ig a kecskeméti református iskolában tanult; a bölcseletet és jogot és 1844-től 1846-ig a teológiát végezte. 1846-47-ben a latin grammatika helyettes tanárává és seniorrá választották. A szabadságharc kitörésekor szónoklataival lelkesítette az ifjúságot. Ekkor írta lelkesítő «Nemzeti dal»-ját, melyet széltében énekeltek. 1848 júliusában ő is ott volt a verbászi táborban mint a Zrínyi zászlóaljba sorozott honvéd; ott volt Perczel Mór táborában; részt vett az isaszegi és turai csatában; ahol 17 sebtől borítva félholtan feküdt a csatatéren; ekkor nevezték ki hadnagynak.
1850-ben letette a kápláni vizsgát. Előbb Ráckevén volt lelkész; innét két év múlva, miután a II. lelkészi vizsgát is letette, Halasra ment, ahol mint káplán és gimnáziumi tanár működött egy évig; 1855-től sárbogárdi helyettes-lelkész volt és innét választották meg fóti lelkésszé, ahol sokat tett az egyház ügyében. 1862-ben aljegyzővé, 1866-ban tanácsbíróvá, 1868-ban főjegyzővé és 1871-ben alesperessé választották.
Az egyházkerület 1870-ben tanácsbíróvá, 1872-ben számvevőszéki taggá, 1877-ben államsegély-pénztárnokká választotta. 1884. március 25-től október 25-ig helyettes püspök volt. Konventi taggá választatott 1882-ben és 1886-ban. Részt vett az 1881-es debreceni zsinaton, sőt az 1891-es budapesti zsinat első ülésszakán is ott volt. Sírja a fóti református temetőben áll.

## Emlékezete
- Fóton 2011-ben a korábbi November 7-e teret az emlékére Sipos Pál térre nevezték át.[1] 2012-ben Fót posztumusz díszpolgárává avatták.[2]

## Munkái
- Nemzeti dal. Kecskemét, 1848.
- Évi jelentése a dunamelléki református egyházkerület júniusi közgyűléséhez. Bpest, 1884.